# Tin Toy
Tin Toy is een Amerikaanse korte animatiefilm uit 1988. De film was geregisseerd door John Lasseter en gemaakt door de Pixar Animation Studios. De film won de oscar voor Beste Korte Animatiefilm in 1989 en werd in 2003 opgenomen in the National Film Registry.

## Verhaal
Nadat een klein rood speelgoedmannetje ziet hoe een baby omgaat met de rest van zijn speelgoed begint hij voor zijn veiligheid te vrezen. Wanneer het kind het rode mannetje ziet besluit dit mannetje te vluchten. Na een korte achtervolging weet hij zich onder de bank te verstoppen waar allemaal andere bange stukken speelgoed hem blijkbaar voor waren gegaan. Als de baby begint te huilen besluit het speelgoedmannetje uit medelijden onder de bank vandaan te komen en zichzelf op te offeren. Nadat de baby even kort met hem heen en weer schudt besluit hij hem neer te zetten om met een oude doos te spelen. De film eindigt met de baby die met de oude doos speelt terwijl het mannetje hem achtervolgt en om aandacht vraagt.

## Achtergrond
Tijdens de jaren 80 stond de productiemaatschappij voor animatiefilms bij Pixar grotendeels stil, omdat de verkoop van animatiesoftware niet van de grond kwam. Steve Jobs moest het bedrijf regelmatig met nieuwe investeringen draaiende houden.
Eind 1988 ontwikkelden de medewerkers van Pixar in Stillwater Cove een nieuwe software, geheel gericht op het werk van tekenaars. Om de mogelijkheden van dit programma te tonen, werd besloten tot het maken van een nieuw animatiefilmpje. Producer William Reeves kwam met het idee een filmpje over een baby te maken, na de geboorte van zijn dochter Julia. Het idee voor het speelgoedmannetje kwam van John Lasseter, een speelgoedverzamelaar die in 1987 het Tin Toy Museum in Japan had bezocht.
Tin Toy werd voor het eerst gedemonstreerd bij SIGGRAPH, en kreeg een staande ovatie van het publiek.

## Vervolg
Pixar plande een televisiespecial van de Tin Toy genaamd A Tin Toy Christmas om het vertrouwen van grote productiemaatschappijen te krijgen om een lange speelfilm met hen te kunnen maken, maar door het besluit van Disney om Toy Story te financieren viel dit idee in het water.

## Prijzen en nominaties
In 1989 won Tin Toy de Academy Award voor beste korte animatiefilm en de WAC Winner voor Computer-Assisted Animation.